# Boutilimit (departement)
Boutilimit är ett departement i Mauretanien.   Det ligger i regionen Trarza, i den sydvästra delen av landet, 200 km öster om huvudstaden Nouakchott.